# Paulilatino
Paulilatino (sardinsky: Paùlle) je italská obec (comune) v provincii Oristano v regionu Sardinie. Nachází se ve výšce 280 metrů nad mořem a má přibližně 2 100 obyvatel. Rozloha obce je 103,85 km².